# Nyársapát (nádraží)
Nyársapát je železniční stanice v maďarské obci Nyársapát, která se nachází v župě Pešť. Stanice byla otevřena v roce 1853, kdy byla zprovozněna trať mezi Ceglédem a Kiskunfélegyházou.

## Provozní informace
Stanice má dvě nástupní hrany. Ve stanici není možnost zakoupení si jízdenky a trať procházející stanicí je elektrizována střídavým proudem 25 kV, 50 Hz. Provozuje ji společnost MÁV.

## Doprava
Zastavuje zde zastavuje několik osobních vlaků do Budapešti, Ceglédu, Kecskemétu a Segedína.

## Tratě
Stanicí prochází tato trať:
- Cegléd–Kiskunfélegyháza–Segedín (MÁV 140)